# راتشيل نيكول
راتشيل جين (جيني) نيكول (1845-1881) هي مؤسسة باي بيتا فاي وطبيبة. شاركت عام 1867 في تأسيس جمعية I.C. في كلية مونماوث في إلينويز، وهي أول جمعية سرية تؤسس للنساء على غرار الجمعيات الأخوية للرجال، وقد اتخذت لها لاحقاً الاسم اليوناني باي بيتا فاي (ΠΒΦ). باي بيتا فاي هي منظمة دولية الآن، تضم حوالي 300,000 عضوة. في حين لم يكن ينتسب لها في وقت من الأوقات سوى بضعة آلاف من النساء الطبيبات في الولايات المتحدة حصلت على درجة الماجستير عام 1879.

## سيرتها الذاتية
راتشيل هي الابنة الوحيدة بين خمسة أطفال، والداها مزارعان من إلينويز. تخرجت راتشيل من كلية مونماوث في إلينويز عام 1868. تابعت تعليمها في كلية طب النساء في بنسلفانيا وتخرجت بدرجة دكتوراة عام 1879. ثم تدرّبت في مستشفى نيو إنغلاند في بوسطن.
عام 1880، أبحرت إلى سويسرا والتحقت بجامعة زيورخ، حيث حضرت محاضرتين يومياً في حين كانت تقضي بقية الوقت في العيادات والمستشفى؛ كما كانت تمارس العمل في مختبر الأمراض. توفيت بعد إصابتها بالتهاب السحايا أو بسبب مضاعفات الالتهاب الرئوي.
تكريماً لها، بَنَت جمعية باي بيتا فاي مركز جيني نيكول الصحي التذكاري وزودته بمستلزماته، استمر المركز في العمل في غاتلينبيرغ في تينيسي من 1922 حتى 1965.